# Sexo, pudor y lágrimas
Sexo, pudor y lágrimas (bra: Sexo, Pudor e Lágrimas) é um filme  de comédia romântica mexicano de 1999, dirigido por Antonio Serrano. Vencedor de cinco prêmios Ariel, o filme é baseado em uma peça de sucesso homônima, escrita pelo próprio Serrano. 
Em dezembro de 2018, Sexo, pudor y lágrimas ainda detinha o recorde de filme de maior bilheteria do México de todos os tempos.

## Elenco
- Demián Bichir como Tomás
- Susana Zabaleta como Ana
- Jorge Salinas como Miguel
- Cecilia Suárez como Andrea
- Víctor Huggo Martin como Carlos
- Mónica Dionne como María